# Секст Помпилий
Секст Помпилий (Sextus Pompilius) е политик на ранната Римска република през втората половина на 5 век пр.н.е.
Произлиза от плебейската фамилия Помпилии, произлизаща от сабините. Смята се, че са с прародител Нума Помпилий, вторият цар на Рим.
През 420 пр.н.е. Авъл Антисций e народен трибун. Неговите колеги са Авъл Антисций и Марк Канулей.
През 420 пр.н.е. консулският военен трибун Авъл Семпроний Атрацин манипулира изборите за квестори в полза на патрициянския кандидат и си навлича омразата на народните трибуни. Те подновяват затова от две години спряния процес против неговия братовчед Гай Семпроний Атрацин. Гай е осъден на висока парична глоба.